# Hrušov (Ostrava)
Hrušov (deutsch Hruschau, polnisch Gruszów, Hruszów) ist eine ehemalige Kleinstadt, jetzt ein Ortsteil im Stadtbezirk Slezská Ostrava der Stadt Ostrava in Tschechien, östlich der Mündung der Ostravice in die Oder.

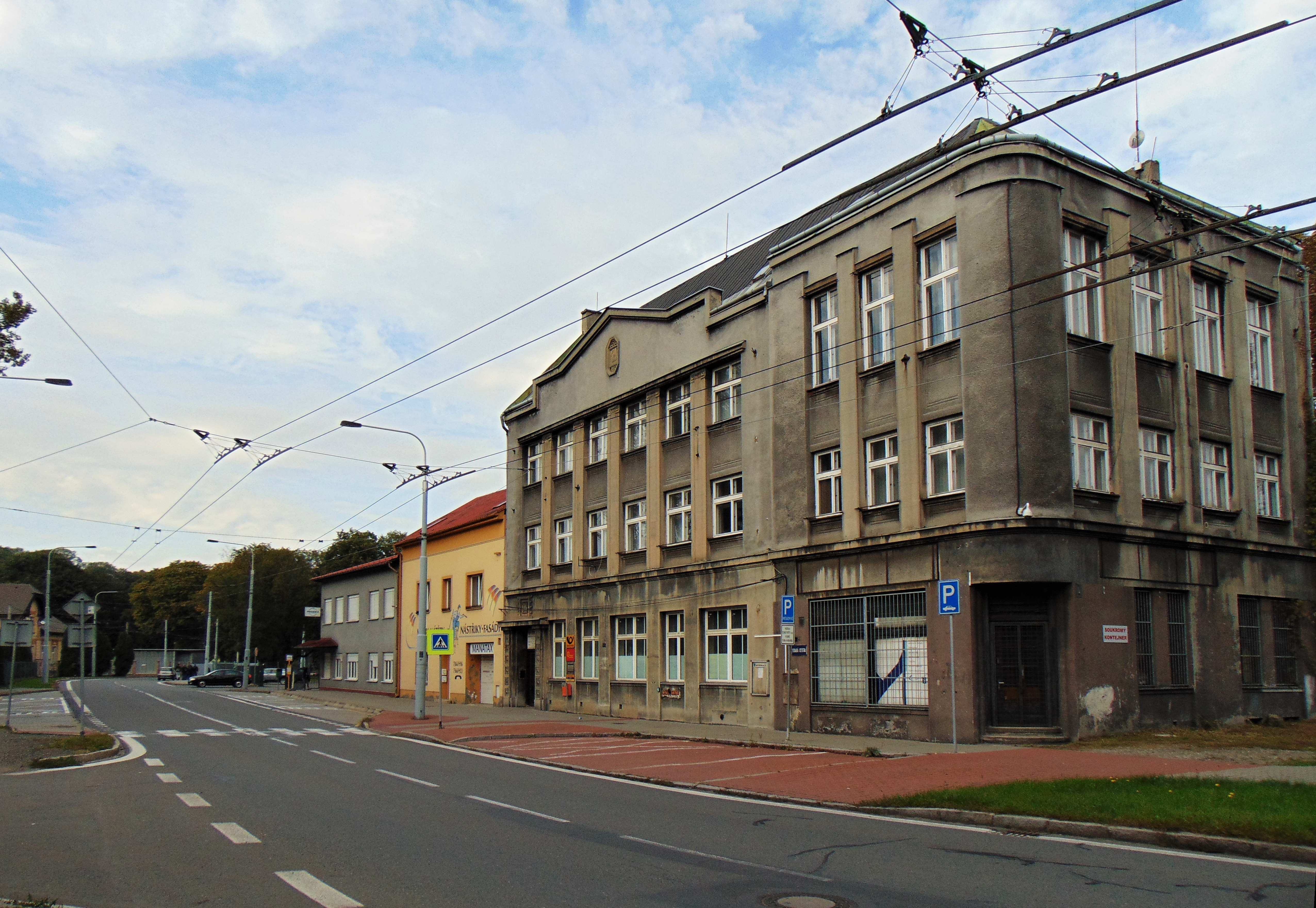
Ehemaliges Rathaus

## Geschichte
Der Ort ist eine der ältesten Ortschaften der historischen Landschaft Teschener Schlesien und wurde mit dem Dorf Bogun (Oderberg) um das Jahr 1260 im Grenzvertrag (in der Literatur wurde es zwischen 1256 und 1261 datiert) zwischen dem Herzog Wladislaus I. von Oppeln-Ratibor und dem böhmischen König Ottokar II. als villam Grussene, ein Dorf auf der schlesisch-Oppelner Seite der Grenze, erstmals urkundlich erwähnt.
Politisch lag er in der polnischen Kastellanei der Stadt Teschen, gegenüber Mähren (erst später wurde das přemyslidische Herzogtum Troppau als Teil Oberschlesiens betrachtet). Im Jahr 1290 entstand das Herzogtum Teschen, dessen erster Herzog Mieszko I. am 2. August 1297 mit dem Olmützer Bischof Theoderich von Neuhaus die Grenze an der Ostravitza bestätigte. Es wurden zwei Dokumente auf beiden Seiten ausgestellt, worin das Gebiet am rechten Ufer im Lateinischen als Polen bezeichnet wurde (super metis et terminie apud Ostraviam in minibus buno rum ducatus nostri et episcopatus Olomucensis pro eo, quod fluvius idem qui de beret metas Polonie et Moravie distingire). Die Grenze verlor an Bedeutung im Jahr 1327, als das Herzogtum Teschen unter die Oberhoheit der Krone Böhmen kam, jedoch bestand die kirchliche Grenze zwischen dem Bistum Breslau und dem Bistum Olmütz bis zum Jahr 1978 an der Ostravice.
Der Ort wurde circa 1305 im Liber fundationis episcopatus Vratislaviensis (Zehntregister des Bistums Breslau) zum zweiten Mal als Item in Grussow urkundlich erwähnt. Zu dieser Zeit wurde das Dorf wahrscheinlich in das deutsche Recht übertragen (1332 wurde das Schulzenamt in Gruschow bzw. Grussow bestätigt), aber die Zahl der Hufe wurde noch nicht im Zehntregister präzisiert. Der am wahrscheinlichsten ursprünglich topographische Name ist von Birnen (polnisch grusza, tschechisch hrušeň) abgeleitet, weniger wahrscheinlich ist, dass die erste Erwähnung schon ein besitzanzeigender Name (der danach immer benutzte Suffix -ów) nach dem Personennamen Grusza war. Ab dem 13. und besonders 14. Jahrhundert wurde die Spirantisierung an der Stelle des Buchstaben g zu einem am besten in alten, besonders lateinisch- und deutschsprachigen Quellen, erkennbaren sprachlichen Eigenschaften, die die mährisch-lachische Toponyme (h > g) von polnisch-schlesischen (g > h) unterschied und der Ort lag an viel später bescheinigten sprachlichen Grenze zwischen der mährisch-lachischen und polnisch-schlesischen Teschener Mundarten. Nach der Einführung der tschechischen Amtssprache im Königreich Böhmen, sowie um das Jahr 1430 im Herzogtum Teschen tauchten in den tschechischsprachigen Urkunden noch gelegentlich im Gebiet des polnisch-schlesischen Dialekts die Ortsnamen mit g auf, aber Hrušov wurde konsequent mit H im Namen benannt (1427 noch Greysaw, 1447 wse zemanske (...) Hrussowie).
1427 gehörte Greysaw zu einem gewissen Herbord, 1447 zum Herzog Boleslaus II., 1481 war Hrussowi im Besitz von Mikuláš Kropáč und ab 1568 in der Familie Sedlnitzky von Choltitz, seit 1704 gehörte es zur Familie Wilczek von Dobra Zemica, die es 1714 an die Herrschaft von Polnisch Ostrau angeschlossen.
Eine römisch-katholische Kirche wurde noch vor der Reformation errichtet und im Jahr 1652 wurde sie als eine ruinierte Filialkirche in Russow bzw. Hrussow im Besitz der Lutheraner im Bericht der bischöflichen Visitation aus Breslau erstmals erwähnt. Nach dem Tod Herzogin Elisabeth Lukretias 1653 erlosch der Teschener Familienzweig der Schlesischen Piasten und das Herzogtum fiel als erledigtes Lehen an die Krone Böhmen, die seit 1526 das Haus Habsburg innehatte. Die Habsburger leiteten die Rekatholisierung der Untertanen ein. Im Jahr 1654 gab eine habsburgische Sonderkommission 49 Kirchen und eine Kapelle an die Katholiken zurück, aber nicht die Filialkirche in Hrušov. 1672 gehörte schon die Holzkirche der römisch-katholischen und mährischsprachigen Pfarrei in Polnisch Ostrau.
Nach dem Ersten Schlesischen Krieg (1742) wurde Hrušov zum Grenzort in Österreichisch-Schlesien. In der Beschreibung Teschener Schlesiens von Reginald Kneifl im Jahr 1804 war Hruschau ein Dorf der Herrschaft von Polnisch-Ostrau des Grafen Joseph Wlczek im Teschner Kreis, an der preußischen Grenze an der Oder in der Ebene, wo die Straße von Polnisch-Ostrau nach Oderberg führte, beschrieben. Das Dorf hatte 32 Häuser mit 220 schlesisch-mährischen Einwohnern. Nach der Aufhebung der Patrimonialherrschaften wurde es zunächst mit Muglinov an die Gemeinde Heřmanice im Bezirk Friedek eingemeindet, ab 1866 eine unabhängige Gemeinde im 1868 gegründeten Bezirk Freistadt.

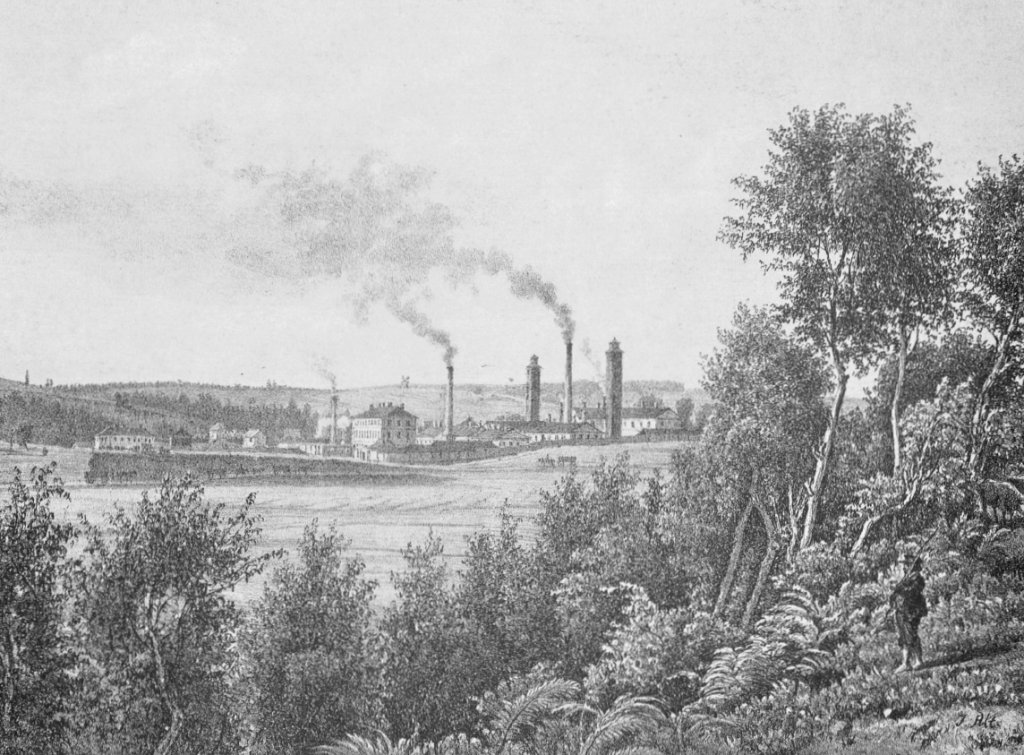
Erste österreichische Sodafabrik, 1855

Die Förderung der Steinkohle begann im Jahr 1838 und 1847 wurde ein Bahnhof an der Kaiser Ferdinands-Nordbahn eröffnet, was den Aufstieg des Orts initiierte, darunter eine Einwanderung aus dem deutschsprachigen Raum. 1851 wurde die Erste österreichische Sodafabrik in Hruschau gegründet. Die Zahl der Einwohner stieg bis 1869 auf 1278, dann bis 1880 auf 1888 (1566 mit Anmeldung) und 1910 schon 7922 (7508). Von 1886 bis 1893 wurde eine neue gemauerte Kirche errichtet, ab 1898 Sitz einer neuen Pfarrei im Dekanat Karwin, worin der erste Pfarrer der Tscheche Jan Mrkva wurde. Im Jahr 1880 waren die deutschsprachigen Bewohner zum letzten Mal in der Mehrheit (810, 51,7 %), bis 1900 sank ihren Anzahl auf 38,4 %, aber unter anderem dank den oft deutschsprachigen Juden, die 1908 eine Synagoge errichteten, im Jahr 1910 war Deutsch die Umgangssprache von 47,7 % der Bewohner. In den 1870er und 1880er Jahren begann auch ein großer Zuzug in das Ostrau-Karwiner Kohlen- und Industriegebiet hauptsächlich Billigkräfte aus Galizien. Die Polen nannten den Ort Hruszów, aber auch Gruszów und im Jahr 1880 machten 6,3 % (98 Personen) der Ortsbewohner aus, aber ihre Anzahl stieg weiter durch 14,5 % im Jahr 1890 bis 36,6 % in 1900. Im frühen 20. Jahrhundert entflammte ein nationaler Konflikt zwischen Polen und Tschechen. Die tschechischen Aktivisten strebten an, den Trend des Rückgangs der tschechischen Bevölkerung (von 42 % im Jahr 1880 auf 25 % in 1900) zu stoppen. Am 1. Januar 1904 wurden 7 traditionell tschechischsprachige Gemeinden des Gerichtsbezirks Oderberg im Bezirk Freistadt abgetrennt, um den neuen Gerichtsbezirk Polnisch Ostrau im Bezirk Friedek zu schaffen. Am 9. November 1904 wurde die schmalspurige Lokalbahn Polnisch-Ostrau–Hruschau eröffnet, die 1914 als elektrische Lokalbahn bis Oderberg-Bahnhof verlängert wurde.
Am 12. September 1908 wurde es zur Marktgemeinde erhoben. 1910 hatte die neue Marktgemeinde eine Fläche von 390 Hektar, 337 Gebäude mit 7922 Einwohnern, davon 7508 mit einer Anmeldung – nur diese wurden nach ihrer Umgangssprache gefragt: 3585 (47,7 %) waren deutsch-, 2429 (32,4 %) polnisch- und 1487 (19,8 %) tschechischsprachig; 7502 (94,7 % der gesamten Stadtbevölkerung) waren Römisch-Katholiken, 182 (2,3 %) Protestanten, 197 (2,5 %) Juden, 41 (0,5 %) anderen Glauben.

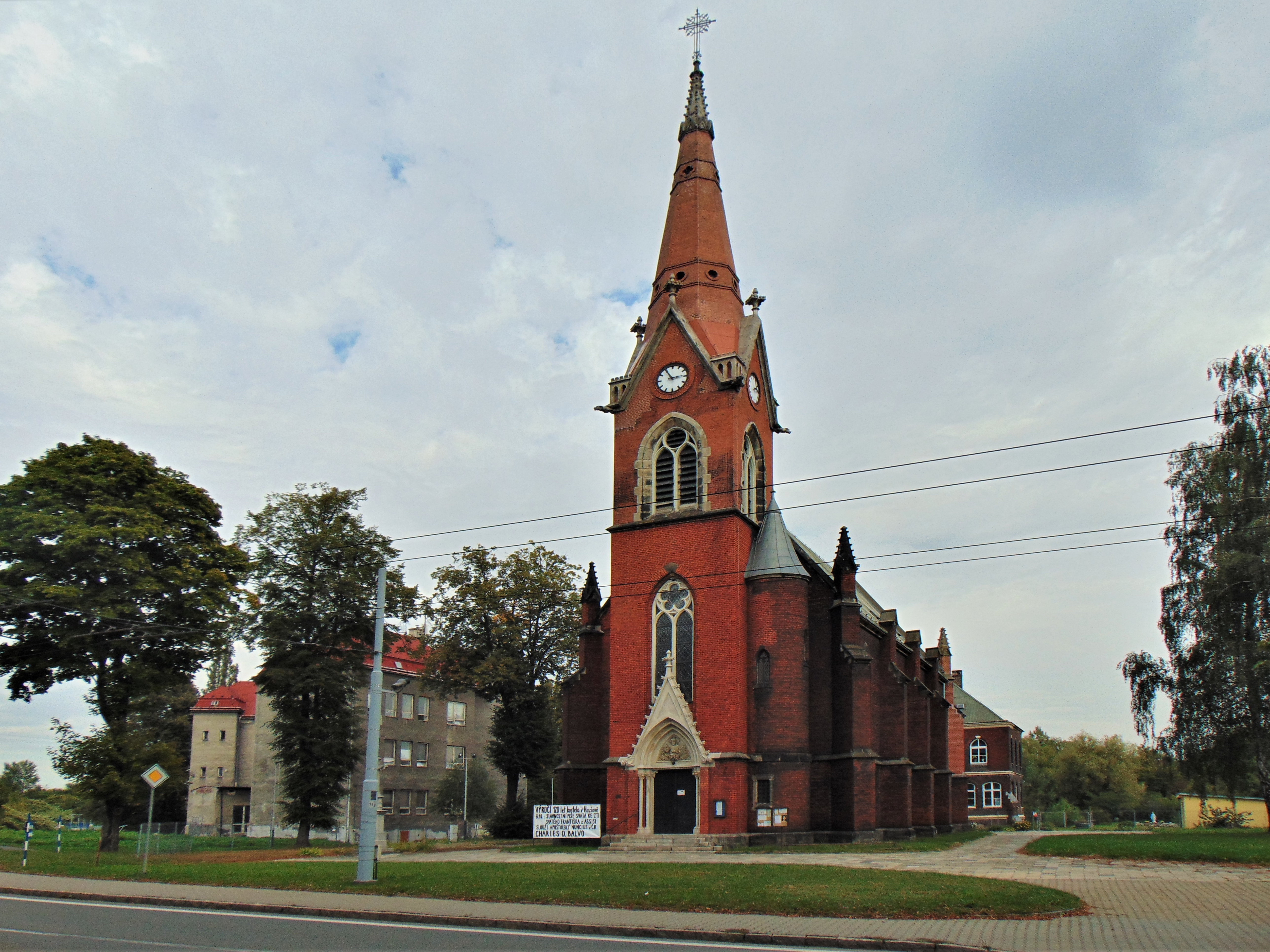
Ortskirche

Nach dem Ersten Weltkrieg und dem Zusammenbruch der Habsburgermonarchie war das Gebiet Teschener Schlesiens umstritten. Am 5. November 1918 verständigten sich der Polnische Nationalrat des Herzogtums Teschen (Rada Narodowa Kięstwa Cieszyńskiego, RNKC) und das tschechische Gebietskomitee (Zemský národní výbor, ZNV) darauf, dass Hrušov, wie der ganze Bezirk Friedek an die Tschechoslowakei fallen sollte. Auf der tschechischen Seite, auch hinter der Ostrawitza in Mähren, blieben einige zehntausend Polen, mehrheitlich galizische Einwanderer, davon über 20 % der Bevölkerung des Gerichtsbezirks Polnisch Ostrau. Im Gegensatz zu den altansässigen Wasserpolaken aus dem Gebiet der Teschener Mundarten waren sie zum großen Teil noch analphabetisch und im Vergleich zu den aufgeklärten Polen in der nach dem Polnisch-Tschechoslowakischen Grenzkrieg entstanden Region Olsagebiet tschechisierten sie sich relativ schnell (in der Volkszählung im Jahr 1921 schon nur 877 oder 1,9 % Angaben polnischer Nationalität im ganzen Gerichtsbezirk). Eine Spur von ihnen sind die zahlreichen Nachnamen in der polnischen Schreibweise.
1938 wurde es zum örtlich nördlichsten tschechischen Grenzort, an der Grenze zu Deutschland hinter der Oder im Nordwesten (Koblov, damals Koblau im Hultschiner Ländchen) sowie zu Polen im Nordosten (Vrbice damals Wierzbica im Olsagebiet, an Wierzbica wurden auch einige Hektar von Ödland von Hrušov angeschlossen). Ab 1939 im Protektorat Böhmen und Mähren. Die Pfarrei wurde zu einem der 17 Parochien des Erzbistums Breslau im Protektorat.

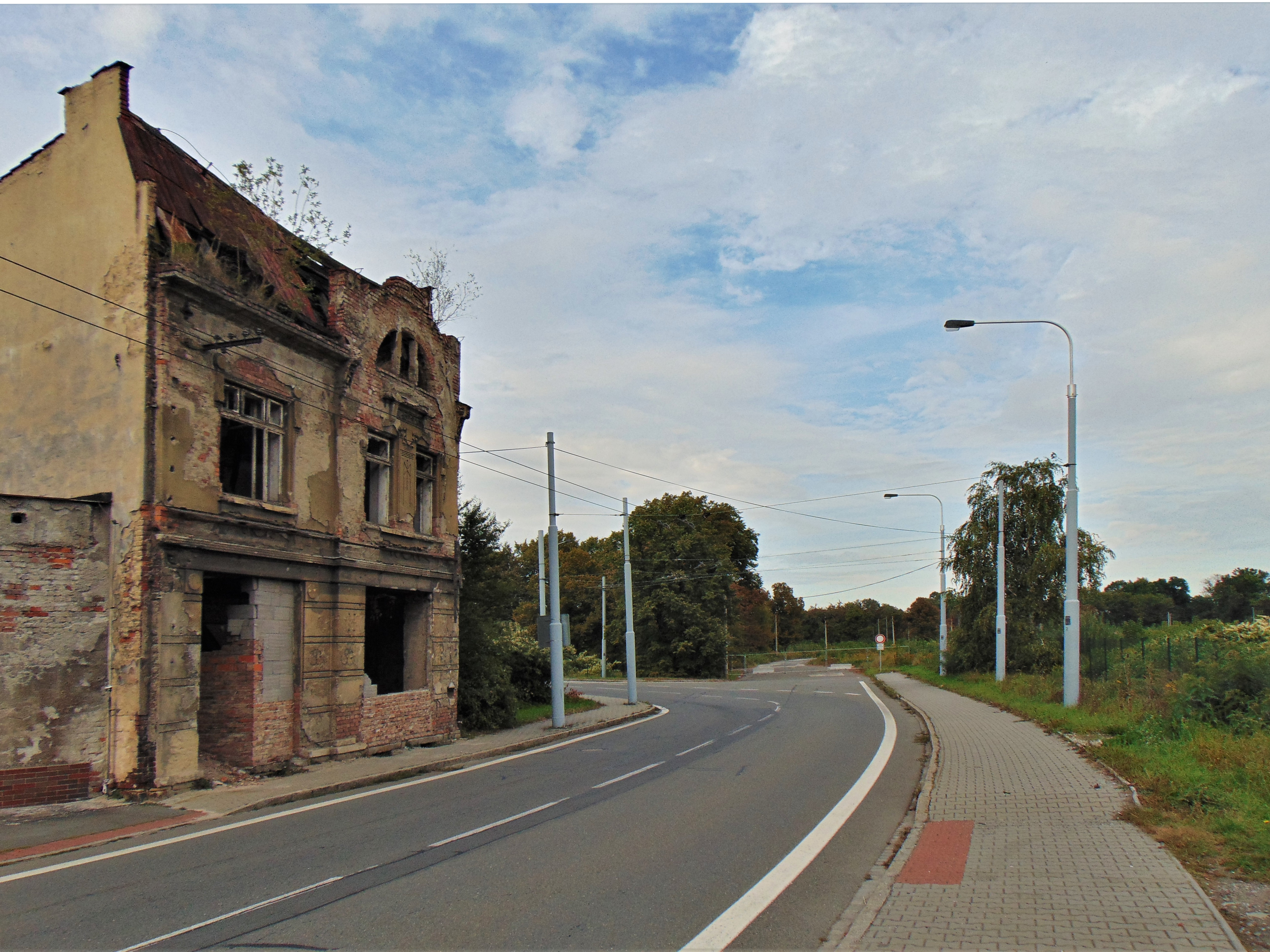
Žižkova-Straße (2019)

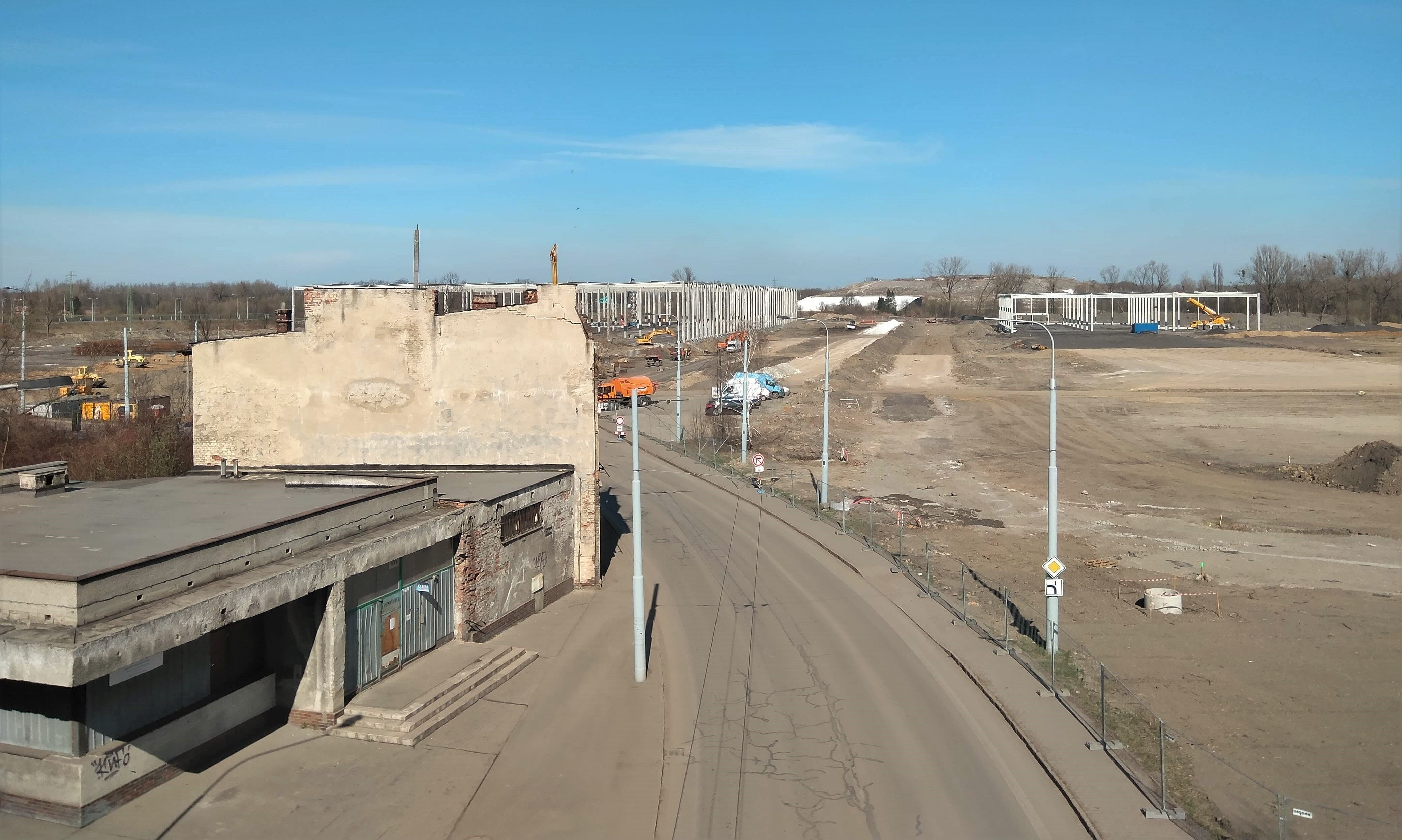
Bau des Industrieparks (März 2021)

Noch im Jahr 1919 wurde die Eingemeindung an Mährisch Ostrau erwogen, um „Groß Ostrau“ zu schaffen, sowie die Eingemeindung von vier Gemeinden östlich der Ostravice mit Hrušov an Schlesisch Ostrau um eine Konkurrenzstadt zu Mährisch Ostrau zu machen. Die Kleinstadt Hruschau wurde jedoch erst am 1. Juli 1941 unter deutschen Besatzung zu Ostrau eingemeindet. Die Rote Armee eroberte den Ort am 30. April 1945. Nachdem die Polen sich tschechisierten, die Juden im Holocaust vernichtet wurden, die Deutschen flohen und vertrieben wurden wurde Hrušov monokultural. Bis 1960 war Hrušov ein selbständiger Stadtteil mit über 7000 Einwohnern, später dem Stadtbezirk von Slezská Ostrava zugeordnet. 
Im Jahr 1962 wurde die zuletzt als Straßenbahn betrieben schmalspurige Lokalbahn nach Ostrava durch den Oberleitungsbus ersetzt. Damals wurden viele Gebäude wegen Bergschäden abgebrochen, in andere abgenutzte Wohnanlagen wurden Roma umgesiedelt. Der Bahnhof Hrušov wurde ab 1979 nicht mehr von Reisezügen bedient. Die Stilllegung des Stanachov-Schachtes im Jahr 1992 und das vernichtende Oderhochwasser 1997 reduzierte den Stadtteil auf 2000 Einwohner zu einer derelinquierten Peripherie von Ostrava. Die vom Oderhochwasser zerstörte Sodafabrik wurde 2008 abgerissen.
2018 wurden 35 Hektar von einem Privatinvestor gekauft. Eine neue Industriezone ist geplant.

## Ortsgliederung
Der Ortsteil Hrušov besteht aus den Grundsiedlungseinheiten Hrušovský rybník, Hrušov-střed, Marxův sad, Na Liščině, Orlovská und U hřbitova.
Der Ortsteil bildet einen Katastralbezirk.

## Persönlichkeiten
- Ferdinand Hochstetter (1861–1954), österreichischer Anatom
- Konrad Just (1902–1964), Zisterzienser, Seelsorger, in Oberösterreich sowie NS-Opfer und langjähriger KZ-Häftling
- Vlastimil Brodský (1920–2002), Film- und Fernsehschauspieler